# ريكاردو ألبرتو أرياس
ريكاردو ألبرتو أرياس (بالإسبانية: Ricardo Alberto Arias)‏ هو دبلوماسي وسياسي بنمي، ولد في 11 سبتمبر 1939.